# Haploprocta sulcicornis
Haploprocta sulcicornis ist eine Wanze aus der Familie der Randwanzen (Coreidae). Die Erstbeschreibung der Art geht auf Johann Christian Fabricius im Jahr 1794 als Coreus sulcicornis zurück. Haploprocta sulcicornis ist eine mediterrane Art und gilt in Deutschland lokal als Neozoon. Das aus dem Lateinischen stammende Art-Epitheton sulcicornis bedeutet übersetzt „mit gefurchten Hörnern“.

## Merkmale
Die Wanzen werden 9,5–13 mm lang. Sie sind überwiegend rot gefärbt. Die Fühler besitzen ein verdicktes basales Glied. Gefolgt wird dieses von zwei langen schlanken Fühlergliedern sowie einem keulenförmigen leicht verdunkelten Endglied. Das relativ schlanke Pronotum ist am vorderen Seitenrand weiß gerandet. Das breite Connexivum (Seitenrand des Hinterleibs) weist einen schmalen Rand mit einem unscheinbaren weiß-schwarzen Fleckenmuster auf. Die Membran erscheint hellbraun-orange. Die Beine sind hellbraun-gelb gefärbt. Eine ähnliche in Deutschland vorkommende Art ist die Rhombenwanze. Diese ist meist kleiner. Außerdem ist das Connexivum der Rhombenwanze seitlich annähernd trapezförmig während das von Haploprocta sulcicornis gerundet ist.

## Verbreitung
Haploprocta sulcicornis besitzt eine westpaläarktische Verbreitung. Die Art kommt hauptsächlich im Mittelmeerraum vor, wo sie weit verbreitet ist. Das Verbreitungsgebiet der wärmeliebenden Art reicht von den Kanarischen Inseln über Nordafrika und die Iberische Halbinsel bis in den Nahen Osten und bis zur westlichen Schwarzmeerküste. Das Vorkommen reicht im Norden bis nach Nordfrankreich. Erste Funde in Deutschland gibt es schon seit den 1950er Jahren. In der Zwischenzeit gibt es Nachweise entlang den größeren Flusstälern im Südwesten Deutschlands. Nach Meldungen bei der Global Biodiversity Information Facility (GBIF) lag die nördliche Verbreitungsgrenze in Deutschland im Jahr 2023 im Westen auf der Höhe von Koblenz und im Osten auf Höhe des Mains.

## Lebensweise
Die Art bevorzugt trocken-warme Standorte. Sie lebt an Kleinem Sauerampfer (Rumex acetosella) und Schild-Ampfer (Rumex scutatus). Als weitere Wirtspflanzen werden Stierkopf-Ampfer (Rumex bucephalophorus), Kanaren-Ampfer (Rumex lunaria) und Rosen-Lauch (Allium roseum) sowie Scorzonera sublanata aus der Gattung der Schwarzwurzeln genannt. Die überwinternden Imagines erscheinen im April. Ab Ende April kann man die Wanzen auf den Wirtspflanzen bei der Kopula und Eiablage beobachten. Die Nymphen der neuen Generation erscheinen im Juli.

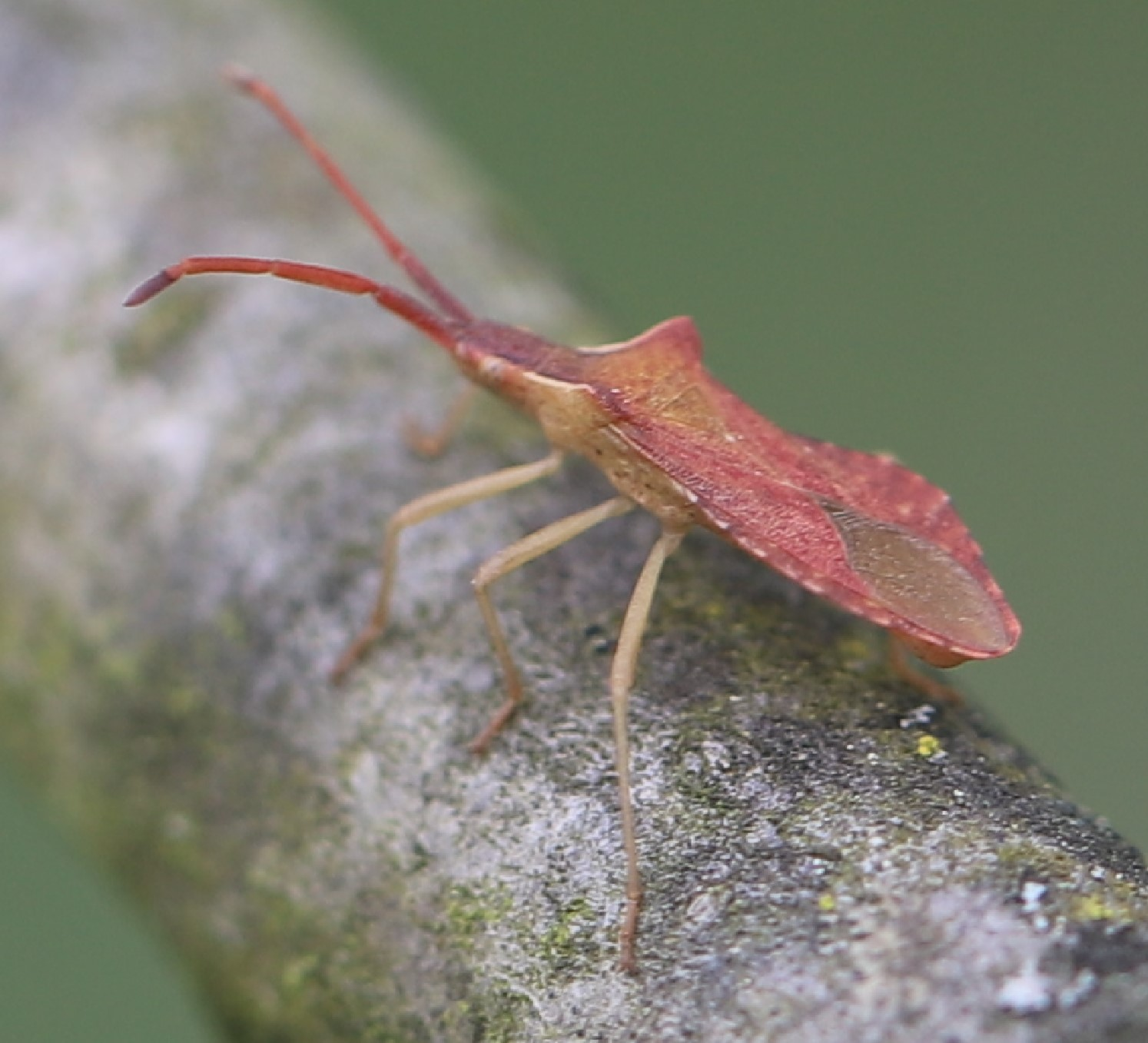
In der Schwetzinger Hardt
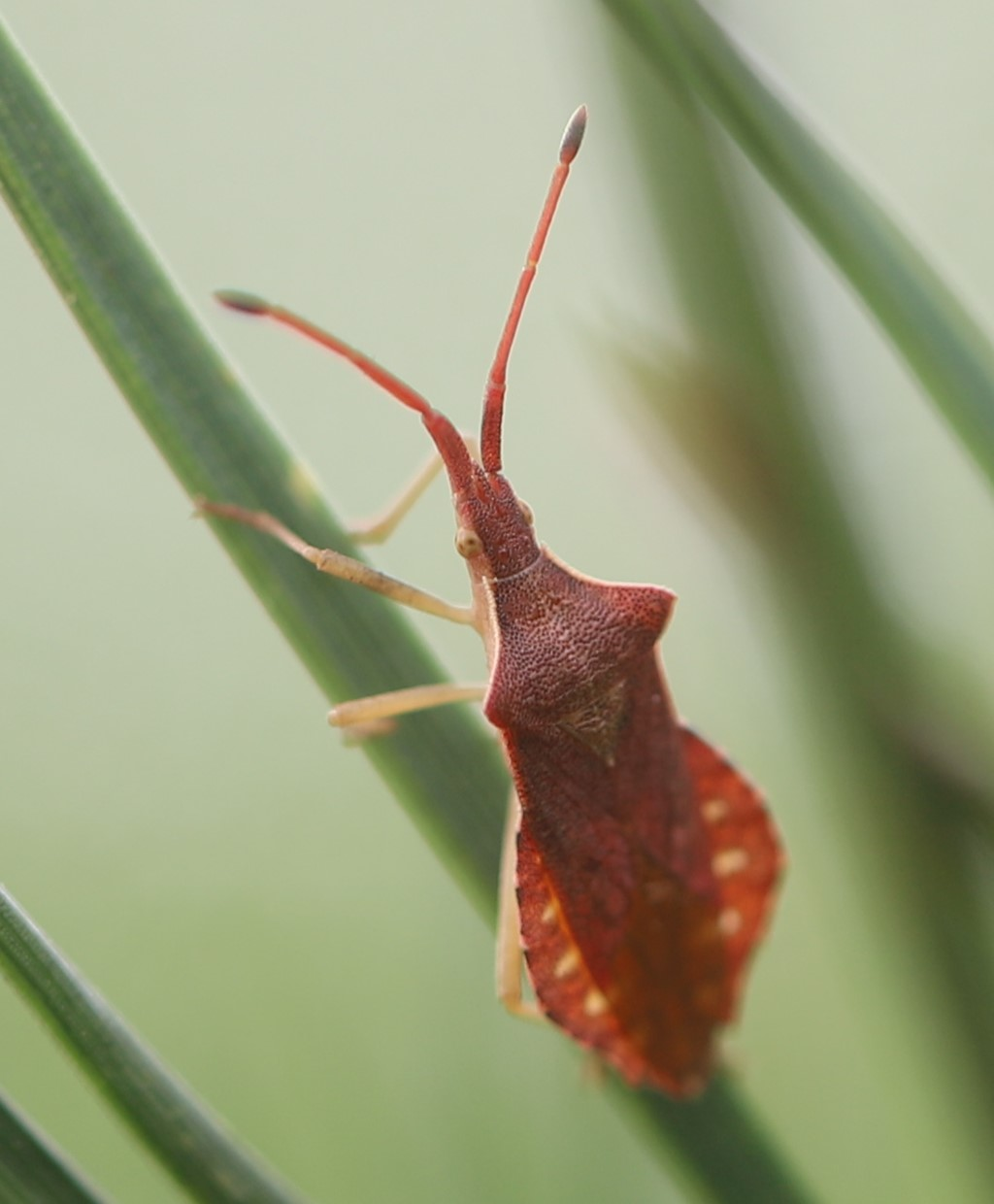
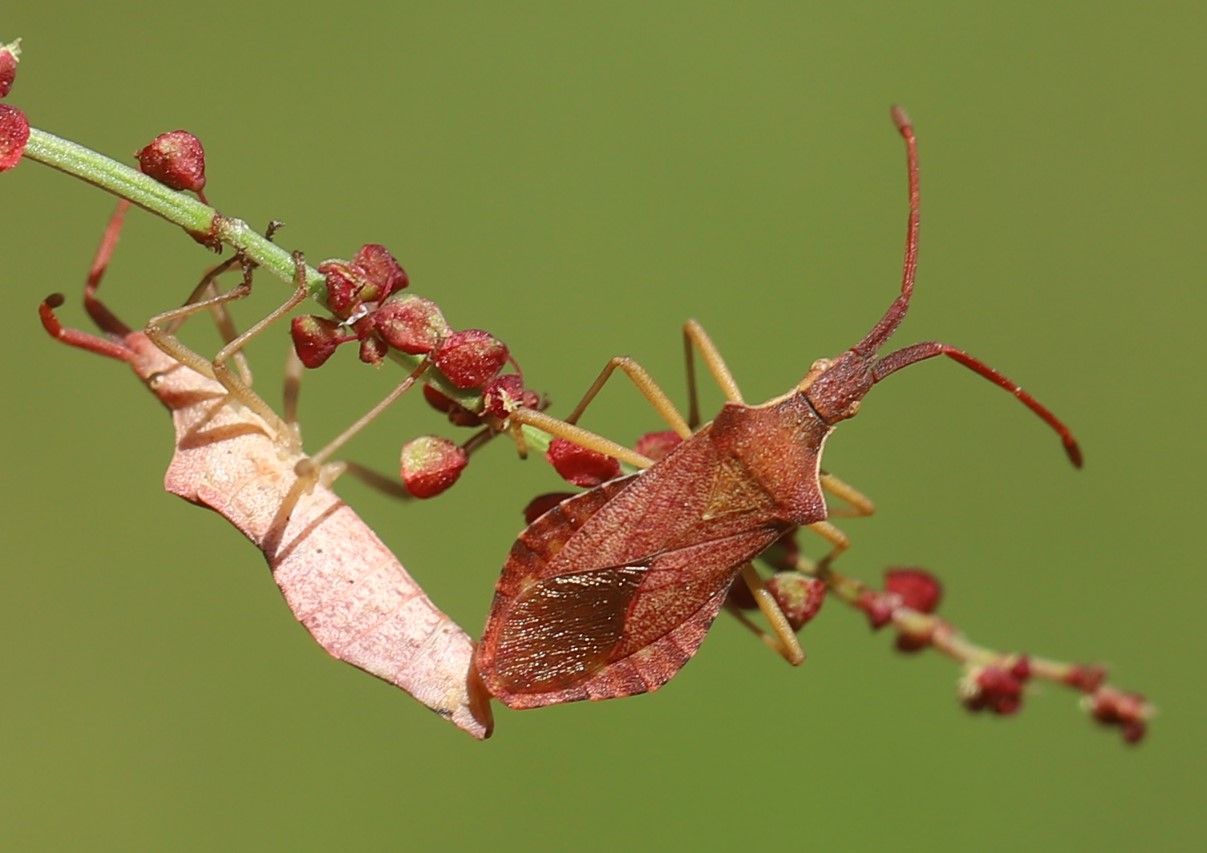
Kopula Ende April am Kleinen Sauerampfer
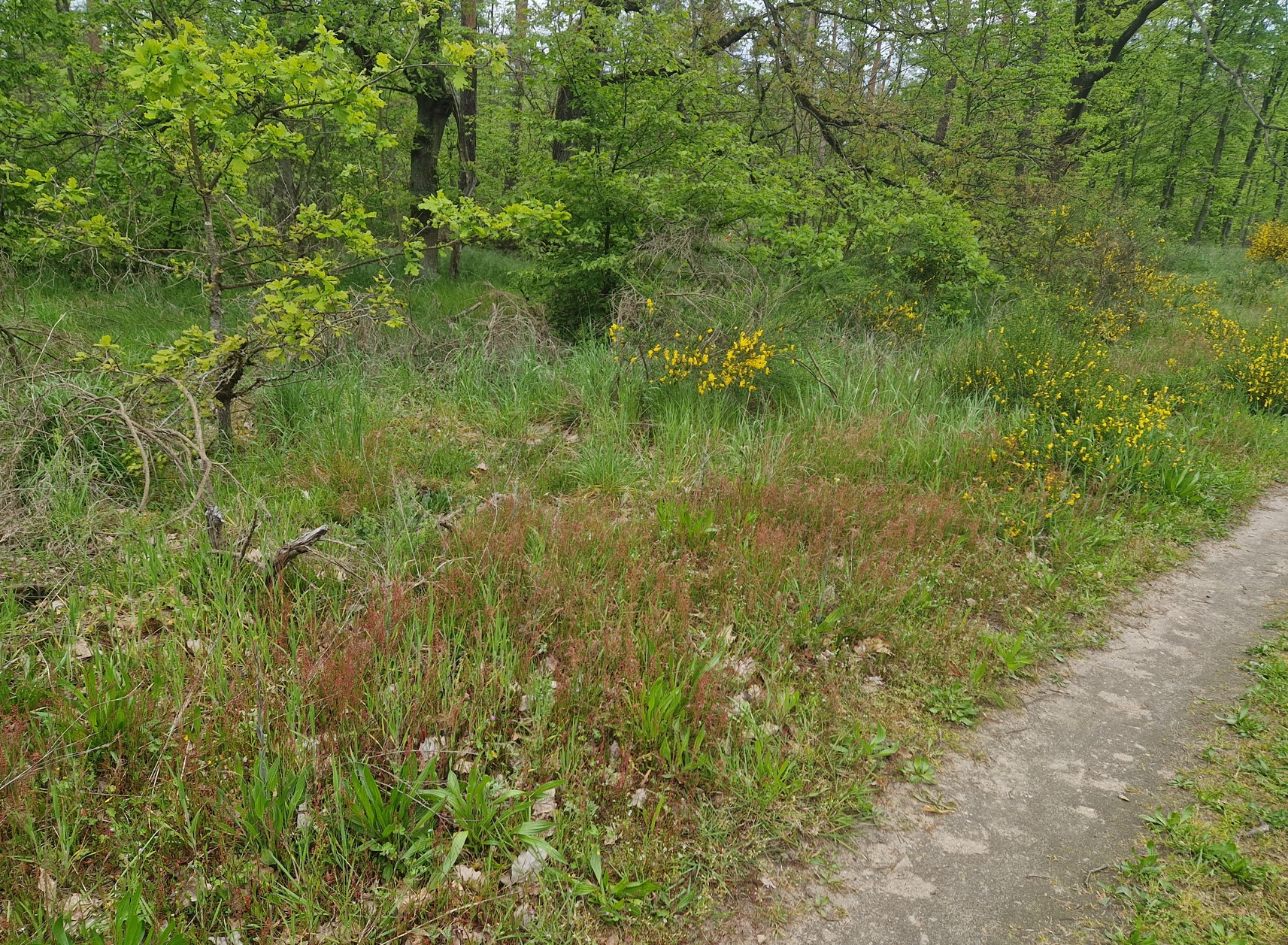
Habitat mit Bewuchs von Kleinem Sauerampfer